# Correction de Phillips
En astrophysique, la correction de Phillips est une relation entre le pic de luminosité d'une supernova de type Ia et la rapidité de la décroissance de sa courbe de lumière après sa magnitude maximum. Cette relation a été découverte de manière indépendante dans les années 1970 par l'astronome et statisticien américain Bert Woodard Rust et l'astronome soviétique Youri Pavlovitch Pskovski,. Ils observèrent que plus une supernova de type Ia s'estompe rapidement après son maximum de luminosité, plus sa magnitude maximum était faible. Le paramètre caractéristique de la forme de la courbe de lumière retenu par Pskovski était β, caractérisant la vitesse moyenne de décroissance de la luminosité entre son maximum et le moment où la vitesse de décroissance change. Le paramètre β est mesuré par intervalles de 100 jours. La sélection de ce paramètre était justifiée par le fait que, à cette époque, il était peu probable de pouvoir découvrir une supernova avant son maximum de luminosité et d'obtenir une courbe entière. De plus, la plupart des courbes de lumière alors existantes étaient incomplètes. Il était en revanche bien plus simple de déterminer la vitesse de décroissance de la magnitude apparente après le pic de luminosité.
Avec l'apparition des appareils CCD au début des années 1980 et l'augmentation significative du nombre de supernovae observées, la probabilité d'observer de telles supernovae avant qu'elles atteignent leur pic de luminosité augmenta également de manière significative, ce qui permettait de tracer des courbes de lumière complètes. Les premières courbes de supernovae de type Ia obtenues à l'aide d'équipements CCD montrèrent que certaines s'estompaient plus vite que les autres. Puis on observa la faible luminosité de SN 1991bg (pl), de type Ia, ainsi que le déclin rapide de sa luminosité. Cela conduisit l'astronome américain Mark M. Phillips (en) à réévaluer cette relation à la lumière des résultats du Calán/Tololo Survey (en). La corrélation était difficile à prouver parce que le paramètre de pente β de Pskovski était en pratique difficile à mesurer avec précision, condition nécessaire pour démontrer la relation. Plutôt que tenter de déterminer la pente de la courbe, Phillips utilisa une procédure plus simple et plus robuste consistant à mesurer la décroissance totale de magnitude à partir du maximum pendant une période donnée. Il définit ainsi le paramètre Δm15 comme la décroissance de magnitude dans la bande B (bleue) sur 15 jours à partir du maximum de magnitude. La relation de Phillips indique que le maximum de magnitude absolue Mmax(B) dans la bande B est donné par :
Mmax(B) = − 21,726 + 2,698 Δm15(B)
La relation a par la suite été refondue pour inclure l'évolution dans plusieurs bandes spectrales, avec des pentes sensiblement plus courtes, par rapport à une extension temporelle standardisée. Cette correction permet typiquement de ramener le pic de luminosité de n'importe quelle supernova de type Ia à la valeur de chandelle standard.